# Lockheed P-2 Neptune
Lockheed P-2 Neptune (starejša oznaka P2V (do 1962)) je bil ameriški patruljni bombnik. P-2 je bil naslednik starejših Lockheed PV-1 Ventura in PV-2 Harpoon. Naslednik P-2-ja pa je turbopropelerski Lockheed P-3 Orion. P-2 je bil načrtovan kot palubno letalo, vendar ni nikoli operiral z letalonosilk. Namenjen je bil patruliranju morja ter napadom na ladje in podmornice. Možna je bila tudi oborožitev z jedrskim orožjem. 
P-2 poganjata dva bencinska zvezdasta motorja, različica P-2H (P2V-7) ima tudi dva turboreaktivna motorja.

## Specifikacije

### P2V-3
Podatki iz Combat Aircraft since 1945
Splošne karakteristike
- Posadka: 9-11
- Dolžina: 77 ft 10 in (23,72 m)
- Razpon kril: 100 ft 0 in (30,48 m)
- Višina: 28 ft 4 in (8,56 m)
- Površina kril: 1000 ft² (92,9 m²)
- Teža praznega letala: 34875 lb (15819 kg)
- Maks. vzletna teža: 64100 lb (29076 kg)
- Pogon letala: 2 ×  Bencinska zvezdasta motorja Wright R-3350-26W Cyclone-18, 3200 KM (2386 kW)  vsak
- Propelerji: 3-kraki propeler, 1 per engine

 Zmogljivost 
- Maks. hitrost: 278 vozlov (313 mph) (515 km/h)
- Potovalna hitrost: 155 vozlov (174 mph) (286 km/h) (max)
- Doseg: 3458 nmi (3903 mi) (6406 km)

Oborožitev

- Rakete: 2.75 in (70 mm) FFAR rakete
- Bombe: 8000 lb (3629 kg) bomb, globinskih bomb ali torpedov

### P-2H (P2V-7)
Podatki iz Combat Aircraft since 1945
Splošne karakteristike
- Posadka: 7–9
- Dolžina: 91 ft 8 in (27,94 m)
- Razpon kril: 103 ft 10 in (31,65 m)
- Višina: 29 ft 4 in (8,94 m)
- Površina kril: 1000 ft² (92,9 m²)
- Teža praznega letala: 49935 lb (22650 kg)
- Maks. vzletna teža: 79895 lb (35240 kg)
- Pogon letala:
  - 2 × Westinghouse J34-WE-34 turboreaktivni motor, 3400 lbf (15,1 kN)  vsak
  - 2 × Wright R-3350-32W Cyclone Turbokompaundna zvezdasta motorja, 3700 KM (2759 kW)   vsak
    - Propelerji: 4-kraki propeler, 1 per engine

 Zmogljivost 
- Maks. hitrost: 316 vozlov (363 mp/h) (586 km/h)
- Potovalna hitrost: 180 vozlov (207 mp/h) (333 km/h) (maks.)
- Doseg: 1912 nmi (2157 mi) (3540 km)
- Višina leta: 22400 ft (6827 m)

Oborožitev

- Rakete: 2.75 in (70 mm) FFAR rakete
- Bombe: 8000 lb (3629 kg) bomb, globinskih bomb ali torpedov